# Eupithecia extinctata
Eupithecia extinctata es una especie de polilla de la familia Geometridae. La especie fue descrita por primera vez por Karl Dietze habiendo sido descrita en 1904, con distribución en Tibet. El sintipo fue un individuo macho descrito en los alrededores del lago Kuk-Noor en el norte de Tibet.